# American Gladiators (jeu vidéo)
American Gladiators est un jeu vidéo d'action et de combat développé par Incredible Technologies et édité par GameTek en 1991 sur Nintendo Entertainment System. Le jeu a par la suite été adapté sur Amiga, Atari ST, DOS, Mega Drive et Super Nintendo par Imagitec Design. 
Le jeu s'inspire de l'émission de télévision américaine American Gladiators.

## Versions
Le jeu n'est sorti qu'aux États-Unis. 
- 1991 - NES
- 1992 - Amiga, Atari ST, DOS, Mega Drive
- 1993 - Super Nintendo